# Softball aux Jeux olympiques d'été de 2020
Cet article traite de l'épreuve féminine de softball. Pour la compétition masculine, voir Baseball aux Jeux olympiques d'été de 2020.
Navigation
Pékin 2008
Le tournoi féminin de softball aux Jeux olympiques d'été de 2020 a lieu du 21 juillet au 27 juillet 2021 à Tokyo au Japon. Les six premières rencontres se déroulent au Stade de baseball Fukushima Azuma tandis que les onze suivantes, dont les finales, ont lieu au Yokohama Stadium. Initialement, le tournoi devait avoir lieu du 22 au 28 juillet 2020 avant le report des Jeux à 2021 en raison de la pandémie de Covid-19. Il s'agit de la cinquième apparition du softball au programme des Jeux olympiques d'été et de la première depuis l'édition des Jeux à Pékin en 2008. En effet, profitant de la possibilité laissée au pays hôte de sélectionner cinq sports additionnels, le comité d'organisation a réintroduit le softball et son pendant masculin le baseball. Toutefois, le softball ne sera pas au programme des Jeux olympiques de Paris en 2024, le breakdance lui ayant été préféré.
Les fédérations affiliées à la WBSC participent par le biais de leur équipe féminine aux épreuves de qualification. Cinq équipes rejoignent ainsi le Japon, nation hôte de la compétition, pour s'affronter lors du tournoi final.

## Acteurs du tournoi

### Équipes qualifiées

Équipes qualifiées pour les tournois de baseball et de softball
Équipes qualifiées pour le tournoi de baseball
Équipes qualifiées pour le tournoi de softball

Chaque Comité national olympique peut engager une seule équipe dans la compétition.
| Compétition                                       | Date                       | Lieu              | Places | Qualifiés      |
| ------------------------------------------------- | -------------------------- | ----------------- | ------ | -------------- |
| Pays organisateur                                 |                            |                   | 1      | Japon          |
| Championnat du monde 2019                         | 2-12 août 2018             | Chiba, Japon      | 1      | États-Unis     |
| Tournoi de qualification olympique Afrique/Europe | 23-27 juillet 2019         | Utrecht, Pays-Bas | 1      | Italie         |
| Tournoi de qualification olympique Amérique       | 25 août-1er septembre 2019 | Surrey, Canada    | 2      | Mexique Canada |
| Tournoi de qualification olympique Asie/Océanie   | 24-29 septembre 2019       | Shanghai, Chine   | 1      | Australie      |
| Total                                             |                            |                   | 6      |                |

### Joueuses
| Poste         | Australie                                              | Canada                                                            | États-Unis                                                             | Italie                                                                         | Japon                                                             | Mexique                                                                                   |
| Lanceuse      | Kaia Parnaby Gabbie Plain Ellen Roberts Tarni Stepto   | Jenna Caira Sara Groenewegen Danielle Lawrie Lauren Regula        | Monica Abbott Rachel Garcia Cat Osterman                               | Ilaria Cacciamani Greta Cecchetti Alexia Lacatena                              | Yamato Fujita Nozomi Goto Yukiko Ueno                             | Dallas Escobedo Sierra Hayland Taylor McQuillin Danielle O'Toole                          |
| Receveuse     | Chelsea Forkin Taylah Tsitsikronis Clare Warwick       | Kaleigh Rafter Natalie Wideman                                    | Amanda Chidester Dejah Mulipola Aubree Munro                           | Elisa Cecchetti Marta Gasparotto Erika Piancastelli                            | Yuka Izuma Yukiyo Mine Kiyohara Nayu                              | Brittany Cervantes Sashel Palacios                                                        |
| Intérieure    | Leigh Godfrey Rachel Lack Stacey McManus Stacey Porter | Emma Entzminger Kelsey Harshman Janet Leung Jenn Salling Joey Lye | Ali Aguilar Valerie Arioto Ally Carda Delaney Spaulding Kelsey Stewart | Emily Carosone Amanda Fama Andrea Filler Giulia Koutsoyanopoulos Giulia Longhi | Yuka Ichiguchi Hitomi Kawabata Atsumi Mana Miho Naito Yu Yamamoto | Chelsea Gonzáles Sierra Romero Sydney Romero Amanda Sánchez Anissa Urtez Victoria Vidales |
| Extérieure    | Michelle Cox Leah Parry Jade Wall Belinda White        | Larissa Franklin Jennifer Gilbert Victoria Hayward Erika Polidori | Haylie McCleney Michelle Moultrie Bubba Nickles Janie Reed             | Andrea Howard Fabrizia Marrone Beatrice Ricchi Laura Vigna                     | Nodoka Harada Sayaka Mori Eri Yamada Saki Yamazaki                | Stefanía Aradillas Susannah Brookshire Tatyana Forbes Nicole Mendes                       |
| Sélectionneur | Laing Harrow                                           | Mark Smith                                                        | Ken Eriksen                                                            | Federico Pizzolini                                                             | Reika Utsugi                                                      | Carlos Bernáldez                                                                          |

## Compétition

### Premier tour

#### Résumé
Malgré la présence sur le stade d'un ours noir d'Asie quelques heures avant le début de la rencontre, c'est bien à 9 h 00 que débute, au Stade de baseball Fukushima Azuma, le match d'ouverture opposant le Japon, champion olympique en titre, à l'Australie qui a toujours terminé sur le podium olympique lors des quatre premières éditions de ce tournoi (médaillée d'argent en 2004 et de bronze en 1996, 2000 et 2008).

#### Classement
| \| Cla \| Équipes \| J \| G \| P \| % \| PP \| PC \| Diff \| \| --- \| ---------- \| - \| - \| - \| ----- \| -- \| -- \| ---- \| \| 1 \| États-Unis \| 5 \| 5 \| 0 \| 1.000 \| 9 \| 2 \| +7 \| \| 1 \| Japon \| 5 \| 4 \| 1 \| .800 \| 18 \| 5 \| +13 \| \| 3 \| Canada \| 5 \| 3 \| 2 \| .600 \| 19 \| 4 \| +15 \| \| 4 \| Mexique \| 5 \| 2 \| 3 \| .400 \| 11 \| 10 \| +1 \| \| 5 \| Australie \| 5 \| 1 \| 4 \| .200 \| 5 \| 21 \| -16 \| \| 6 \| Italie \| 5 \| 0 \| 5 \| .000 \| 1 \| 21 \| -13 \| | - Les deux meilleures équipes se qualifient pour la finale - Les équipes classées troisième et quatrième se qualifient pour la finale pour la médaille de bronze - Les deux dernières équipes sont éliminées du tournoi |   |   |   |       |    |    |      |
| Cla | Équipes | J | G | P | %     | PP | PC | Diff |
| 1 | États-Unis | 5 | 5 | 0 | 1.000 | 9  | 2  | +7   |
| 1 | Japon | 5 | 4 | 1 | .800  | 18 | 5  | +13  |
| 3 | Canada | 5 | 3 | 2 | .600  | 19 | 4  | +15  |
| 4 | Mexique | 5 | 2 | 3 | .400  | 11 | 10 | +1   |
| 5 | Australie | 5 | 1 | 4 | .200  | 5  | 21 | -16  |
| 6 | Italie | 5 | 0 | 5 | .000  | 1  | 21 | -13  |

#### Matchs
| Australie | 1 | 0 | 0 | 0 | 0 | X | X | 1 | 2 | 2 |
| Japon | 1 | 0 | 2 | 3 | 2 | X | X | 8 | 6 | 0 |
| Lanceurs partants : AUS : Kaia Parnaby (0-1) JPN : Yukiko Ueno (1-0) HRs : AUS : aucun JPN : Minori Naito (1), Yamato Fujita (1), Yu Yamamoto (1) |   |   |   |   |   |   |   |   |   |   |

| Italie                                                                                             | 0 | 0 | 0 | 0 | 0 | 0 | X | 0 | 1 | 2 |
| États-Unis                                                                                         | 0 | 0 | 0 | 1 | 1 | 0 | X | 2 | 5 | 0 |
| Lanceurs partants : ITA : Greta Cecchetti (0-1) USA : Cat Osterman (1-0) Sauv. : Monica Abbott (1) |   |   |   |   |   |   |   |   |   |   |

| Mexique | 0 | 0 | 0 | 0 | 0 | 0 | 0 | 0 | 2 | 0 |
| Canada | 2 | 0 | 1 | 1 | 0 | 0 | X | 4 | 9 | 0 |
| Lanceurs partants : MEX : Dallas Escobedo (0-1) CAN : Sara Groenewegen (1-0) Sauv. : Danielle Lawrie (1) HRs: CAN : Jennifer Salling (1) |   |   |   |   |   |   |   |   |   |   |

| États-Unis                                                            | 0 | 0 | 0 | 0 | 1 | 0 | 0 | 1 | 7 | 1 |
| Canada                                                                | 0 | 0 | 0 | 0 | 0 | 0 | 0 | 0 | 1 | 1 |
| Lanceurs partants : USA : Monica Abbott (1-0) CAN : Jenna Caira (0-1) |   |   |   |   |   |   |   |   |   |   |

| Mexique | 0 | 0 | 0 | 0 | 1 | 0 | 1 | 0 | 2 | 6 | 0 |
| Japon | 0 | 1 | 0 | 0 | 1 | 0 | 0 | 1 | 3 | 5 | 0 |
| Lanceurs partants : MEX : Danielle O'Toole (0-1) JPN : Nozomi Goto (1-0) HRs : MEX : Anissa Urtez (1) JPN : Yamato Fujita (2) |   |   |   |   |   |   |   |   |   |   |   |

| Italie                                                                                             | 0 | 0 | 0 | 0 | 0 | 0 | 0 | 0 | 4 | 0 |
| Australie                                                                                          | 0 | 1 | 0 | 0 | 0 | 0 | X | 1 | 4 | 0 |
| Lanceurs partants : ITA : Greta Cecchetti (0-1) AUS : Kaia Parnaby (1-0) Sauv. : Ellen Roberts (1) |   |   |   |   |   |   |   |   |   |   |

| Australie                                                             | 1 | 0 | 0 | 0 | 0 | 0 | 0 | 1 | 6 | 2 |
| Canada                                                                | 3 | 3 | 0 | 1 | 0 | 0 | X | 7 | 8 | 0 |
| Lanceurs partants : AUS : Ellen Roberts (0-1) CAN : Jenna Caira (1-1) |   |   |   |   |   |   |   |   |   |   |

| États-Unis                                                                                         | 0 | 0 | 2 | 0 | 0 | 0 | 0 | 2 | 6 | 1 |
| Mexique                                                                                            | 0 | 0 | 0 | 0 | 0 | 0 | 0 | 0 | 1 | 3 |
| Lanceurs partants : USA : Cat Osterman (2-0) MEX : Dallas Escobedo (0-2) Sauv. : Monica Abbott (2) |   |   |   |   |   |   |   |   |   |   |

| Japon | 0 | 0 | 0 | 2 | 0 | 3 | 0 | 5 | 6 | 0 |
| Italie | 0 | 0 | 0 | 0 | 0 | 0 | 0 | 0 | 3 | 0 |
| Lanceurs partants : JPN : Nozomi Goto (2-0) ITA : Alexia Lacatena (0-1) HRs : JPN : Yu Yamamoto (2), Yamato Fujita (3) |   |   |   |   |   |   |   |   |   |   |

| Australie                                                              | 0 | 0 | 0 | 0 | 0 | 0 | 0 | 1 | 1 | 3 | 0 |
| États-Unis                                                             | 0 | 0 | 0 | 0 | 0 | 0 | 0 | 2 | 2 | 5 | 0 |
| Lanceurs partants : AUS : Tarni Stepto (0-1) USA : Monica Abbott (2-0) |   |   |   |   |   |   |   |   |   |   |   |

| Canada                                                                  | 0 | 0 | 0 | 0 | 0 | 0 | 0 | 0 | 0 | 4 | 1 |
| Japon                                                                   | 0 | 0 | 0 | 0 | 0 | 0 | 0 | 1 | 1 | 6 | 0 |
| Lanceurs partants : CAN : Danielle Lawrie (0-1) JPN : Nozomi Goto (3-0) |   |   |   |   |   |   |   |   |   |   |   |

| Italie | 0 | 0 | 0 | 0 | 0 | 0 | 0 | 0 | 1 | 0 |
| Mexique | 0 | 1 | 1 | 0 | 3 | 0 | X | 5 | 9 | 0 |
| Lanceurs partants : ITA : Greta Cecchetti (0-3) MEX : Dallas Escobedo (1-2) HRs: MEX : Brittany Cervantes (1), Sydney Romero (1), Anissa Urtez (2) |   |   |   |   |   |   |   |   |   |   |

| Japon                                                                                                 | 1 | 0 | 0 | 0 | 0 | 0 | 0 | 1 | 4 | 0 |
| États-Unis                                                                                            | 0 | 0 | 0 | 0 | 0 | 1 | 1 | 2 | 4 | 1 |
| Lanceurs partants : JPN : Yamato Fujita (0-1) USA : Monica Abbott (3-0) HRs: USA : Kelsey Stewart (1) |   |   |   |   |   |   |   |   |   |   |

| Canada | 0 | 1 | 1 | 0 | 3 | 3 | X | 8 | 7 | 1 |
| Italie | 0 | 0 | 1 | 0 | 0 | 0 | X | 1 | 4 | 1 |
| Lanceurs partants : CAN : Lauren Regula (1-0) ITA : Greta Cecchetti (0-4) HRs : CAN : Jennifer Gilbert (1) |   |   |   |   |   |   |   |   |   |   |

| Mexique                                                                                           | 0 | 2 | 0 | 2 | 0 | 0 | 0 | 4 | 11 | 0 |
| Australie                                                                                         | 0 | 0 | 0 | 0 | 0 | 0 | 1 | 1 | 5  | 0 |
| Lanceurs partants : MEX : Dallas Escobedo (2-2) AUS : Kaia Parnaby (1-2) HRs: AUS : Jade Wall (1) |   |   |   |   |   |   |   |   |    |   |

### Phase finale

#### Match pour la médaille de bronze
| Mexique                                                          | 0 | 0 | 1 | 0 | 1 | 0 | 0 | 2 | 7 | 1 |
| Canada                                                           | 0 | 2 | 0 | 0 | 1 | 0 | X | 3 | 6 | 0 |
| Lanceurs partants : Danielle O'Toole (0-2) Danielle Lawrie (1-1) |   |   |   |   |   |   |   |   |   |   |

### Finale
La finale oppose comme en 2008 le Japon aux États-Unis.
| Japon      | 0 | 0 | 0 | 1 | 1 | 0 | 0 | 2 | 8 | 0 |  |  |  |  |  |  |  |  |  |  |  |  |  |
| États-Unis | 0 | 0 | 0 | 0 | 0 | 0 | 0 | 0 | 3 | 0 |  |  |  |  |  |  |  |  |  |  |  |  |  |
|            |   |   |   |   |   |   |   |   |   |   |  |  |  |  |  |  |  |  |  |  |  |  |  |

## Médaillées
| Or | Argent | Bronze |
| Japon Yamato Fujita Nozomi Goto Yukiko Ueno Yuka Izuma Yukiyo Mine Kiyohara Nayu Yuka Ichiguchi Hitomi Kawabata Atsumi Mana Miho Naito Yu Yamamoto Nodoka Harada Sayaka Mori Eri Yamada Saki Yamazaki | États-Unis Monica Abbott Rachel Garcia Cat Osterman Amanda Chidester Dejah Mulipola Aubree Munro Ali Aguilar Valerie Arioto Ally Carda Delaney Spaulding Kelsey Stewart Haylie McCleney Michelle Moultrie Bubba Nickles Janie Reed | Canada Jenna Caira Sara Groenewegen Danielle Lawrie Lauren Regula Kaleigh Rafter Natalie Wideman Emma Entzminger Kelsey Harshman Janet Leung Jenn Salling Joey Lye Larissa Franklin Jennifer Gilbert Victoria Hayward Erika Polidori |